# 破釜邏輯
破釜邏輯（kettle logic）是一種非形式謬誤，是針對某個爭議點提出許多論據，然而這些論據不能同時為真，是一種不一致的謬誤。

## 示例
這個故事來自佛洛伊德的《夢的解析》：乙指控甲把借去的鍋子（釜）弄壞了，甲的反駁如下：
1. 我歸還鍋子時，鍋子還是好的。
2. 我借走鍋子時，鍋子已經壞了。
3. 我根本沒有借鍋子。

這三個論據不一致，不能全部為真，導致甲的反駁是失敗的。

## 外部連結
- （英文）Kettle Logic - Definition & Examples（页面存档备份，存于）